# Honungsbin

Utbredning
Buskbi (Apis andreniformis)
Östasiatiskt bi (Apis cerana)
Jättebi (Apis dorsata)
Dvärgbi (Apis florea)
Rött honungsbi (Apis koschevnikovi)
Apis nigrocincta
Honungsbi (Apis mellifera)

Honungsbin (Apis) är ett släkte i insektsordningen steklar som tillhör familjen långtungebin. Alla arter utom det vanliga honungsbiet har asiatisk utbredning.
Även andra bin än honungsbin producerar honung, främst gaddlösa bin, men honungsbina är det enda släkte som utnyttjas i någon större omfattning. De domesticerade arterna är honungsbi och östasiatiskt bi.

## Ekologi

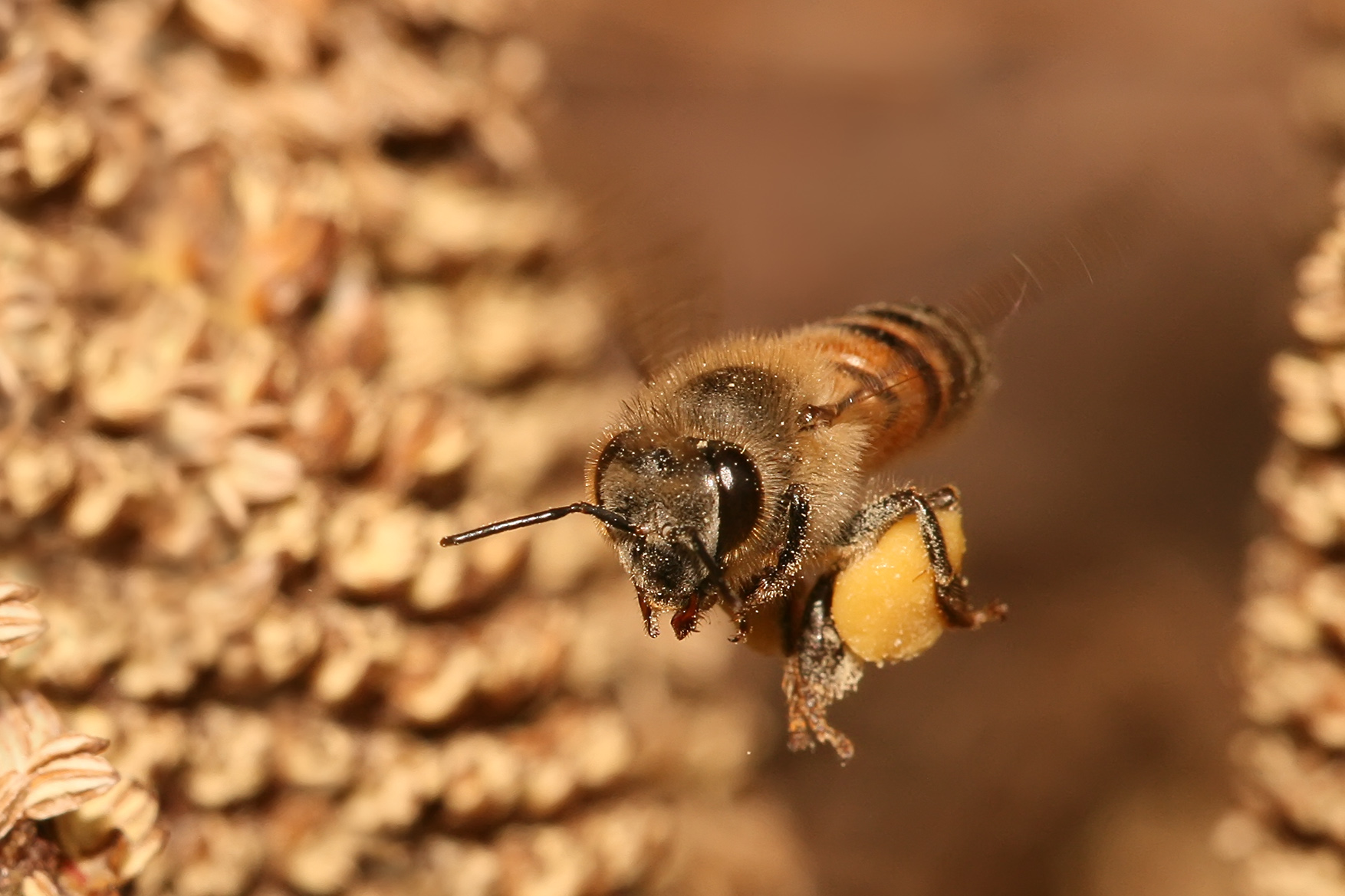
Ett honungsbi som återvänder till kupan med nektar och pollen

Alla honungsbin är eusociala, samhällsbildande djur med ett system av tre kaster: Drottningar, som är honliga könsdjur, drönare, som är hanar med enda uppgift att befrukta drottningarna, och arbetare, som är honor med tillbakabildade äggstockar. Dessa senare utför det egentliga arbetet i samhället. Drönare är haploida djur som uppstår ur obefruktade ägg, medan drottningar och arbetare är diploida och uppstår ur befruktade ägg. Det som avgör om ett befruktat ägg skall utvecklas till en drottning eller en arbetare är födan; drottninglarver får en sockerrikare diet, främst bestående av så kallad drottninggelé.
Arbetarnas uppgifter är inte jämnt fördelade över tiden: En arbetare börjar i regel sitt liv med att rengöra celler, en syssla som visserligen inte upphör helt men kraftigt minskar med stigande ålder. De gamla arbetarna sysslar främst med att samla nektar och pollen. En fullbildad arbetare lever i omkring 30 dagar. Drottningen däremot, kan bli betydligt äldre; vissa drottningar lever i över 4 år. Drönarna dör mot slutet av sommaren samma år som de kommer ut ur puppan. 
Även bland andra bin finns sociala arter, men karakteristiskt för honungsbina är att samma typer av sexkantiga celler används både till att lagra mat (honung och pollen) och som yngelceller för blivande arbetare och drönare. De blivande drottningarna föds dock upp i separata, oregelbundet formade celler fristående från vaxkakorna. Nya samhällen bildas genom svärmning, då den gamla drottningen lämnar samhället tillsammans med ett större antal arbetare för att söka upp en ny plats att upprätta ett bo på. Svärmning förekommer dock även hos de nära släktingarna gaddlösa bin.

### Kommunikation
Arbetarna bland honungsbina använder en komplicerad rörelse, kallad dansen, för att informera de andra arbetarna om avståndet och riktningen till en påträffad nektarkälla. Bina har två typer av danser: En som kan sägas likna en cirkel där det dansande biet regelbundet byter riktning: Denna används vid korta avstånd (för det vanliga honungsbiet är detta till exempel mindre än 30 m för underarten Apis mellifica mellifica, och 50 m för underarten Apis mellifica carnica) till nektarkällan. För längre avstånd används en mer komplicerad dans i form av en liggande åtta, där det dansande biet vaggar med bakkroppen under mittlinjepassagen (se figur). Avståndet är beroende av längden av den vaggande passagen. För honungsbiet Apis mellifica carnica tar vaggandet exempelvis 1 sekund om nektarkällan är 0,5 km bort, men 4 sekunder om den ligger på ett avstånd av 4,5 km. Riktningen anges genom att mittlinjen har samma vinkel till underlagets (vanligen en vaxkaka) lodlinje som solen har till nektarkällan. Även om solen är skymd kan bina uppfatta riktningen, tack vare deras känslighet för det polariserade himmelsljuset. Bina kan även kalkylera solens rörelse på himlen. Senare forskning har dessutom troliggjort att det är det ljud som den dansande frambringar under den vaggande passagen som hjälper de iakttagande bina att avgöra dess längd. Ett ytterligare hjälpmedel för att identifiera nektarkällan är dess lukt som det dansande biet för med sig från det insamlade pollenet och nektarn. Om nektarkällan har svag eller ingen lukt, använder biet sina egna luktkörtlar.
Dansen sker som sagt normalt på ytan av en vaxkaka. Den exakta lokaliseringen skiljer sig emellertid åt, beroende på art. Det vanliga honungsbiet (i själva verket alla arter som hör till dess undersläkte, Apis sensu stricto) dansar på någon av de vertikalt orienterade vaxkakorna i kupans mörker. Bin tillhöande undersläktet Megapis dansar på den enda, vertikala vaxkakan, antingen direkt på dess yta, eller på lagret av medsystrar som täcker denna. Bin från undersläktet Micrapis slutligen dansar på den hängande vaxkakans horisontala (övre) fundament.
Dansen används även om en arbetare har funnit en vattenkälla, eller av de spanarbin som sänds ut för att hitta en ny, lämplig boplats när samhället svärmar.

### Identifikation av nektarkällor
Som konstateras ovan har man länge känt till att bin identifierar födokällor med hjälp av deras lukt; vissa forskare lägger tyngdpunkten vid lukten som hjälpmedel för bina att identifiera nektarkällor. Senare forskning har emellertid även visat att blommande växter har ett variabelt, elektriskt fält, som bina kan avkoda. Det kan inte bara ge information om att blomman är en nektarkälla, utan även om det finns någon nektar kvar i blomman.

## Fortplantning
Könsfördelningen hos de fertila individerna är påtagligt sned; medan ett normalstort samhälle kan innehålla mellan 5 000 och 200 000 arbetarbin, uppgår antalet drottningar knappast till mer än ett 20-tal, och av dessa är det inte mer än på sin höjd fyra, ofta bara en, som får para sig. Drottningen parar sig endast en gång i livet, strax efter det hon har lämnat puppan och sparar sperman i en särskild behållare. Parningsflykten är en strikt reglerad ritual; drönarna lämnar kupan först, tidigt på eftermiddagen, för att samlas vid specifika områden (som vanligen används år efter år) där de väntar på de unga drottningarna. Dessa lämnar kupan ungefär en timme senare och förenar sig med drönarna. De senare är monogama och parar sig endast med en enda hona, medan dessa parar sig med flera drönare, vanligen omkring 10. Varje samlag tar bara mellan 2 och 5 sekunder. I samband med samlaget lossnar hanens könsdelar från hans kropp mer eller mindre explosionsartat, ibland med ett hörbart ljud, och fastnar i honans vagina (det hindrar dock inte henne att para sig med andra hanar efteråt). Hanen faller till marken och dör strax därefter.

## Undersläkten och arter
Nedan listas de ingående arterna och deras undersläkten:
- Undersläkte Micrapis
  - Buskbi (Apis andreniformis)
  - Dvärgbi (Apis florea)
- Undersläkte Megapis
  - Jättebi (Apis dorsata)
  - Apis laboriosa
- Undersläkte Apis
  - Östasiatiskt bi (Apis cerana)
  - Rött honungsbi (Apis koschevnikovi)
  - Honungsbi (Apis mellifera)
  - Apis nigrocincta

Ibland räknas även arterna Apis nuluensis, Apis binghami och Apis javana in, men de betraktas vanligen som underarterna Apis cerana nuluensis, Apis dorsata binghami och Apis cerana javana.